# Les Shérifs ukrainiens
Pour plus de détails, voir Fiche technique et Distribution.
Les Shérifs ukrainiens (en ukrainien : Українські шерифи) est un film documentaire ukrainien de 2015 réalisé par Roman Bondartchouk. Il est sélectionné comme candidat ukrainien pour le meilleur film en langue étrangère à la 89e cérémonie des Oscars, mais il n'est pas nommé. Il remporte cependant le prix spécial du jury 2015 au Festival international du film documentaire d'Amsterdam et le Grand Prix du festival Docs Against Gravity en Pologne.

## Synopsis
En raison d'un manque de présence policière dans le village ukrainien de Stara Zburyivka, le maire Victor Marunyak confie la tâche de gardiens de la paix à deux habitants, Victor Kryvoborodko, 50 ans, et Volodymyr Rudkovsky, 44 ans. Leur travail associe les fonctions de policiers et de travailleurs sociaux, car ils sont chargés de la médiation des différends, mais pas d'enquêter sur les infractions pénales. Mais le début de la guerre russo-ukrainienne, qui commence en 2014, change leur routine. Les villageois se trouvent divisés, et les shérifs sont chargés de soutenir l'effort de guerre ukrainien.

## Production
Les shérifs ukrainiens sont filmés pendant quatre ans, pour un total de près de 200 heures de métrage. La première coupe du film a duré cinq heures et est restée plus de deux heures jusqu'à sa sixième coupe.

## Distribution
Le film Les shérifs ukrainiens commence à être distribué dans la majeure partie de l'Europe en février 2016. La première du film à la télévision allemande a lieu le 4 avril 2016 sur la chaîne franco-allemande Arte. La distribution du film en Ukraine commence en juillet 2016, puis dans les pays baltes et dans les Balkans en septembre.

## Accueil
Le critique de cinéma ukrainien Sergey Trimbach, écrivant pour The Day, fait l'éloge des Shérifs ukrainiens et décrit Marunyak, Kryvoborodko et Rudkovsky comme des modèles pour l'Ukraine ; il compare ces deux derniers aux policiers américains. Neil Young, dans The Hollywood Reporter, décrit les shérifs ukrainiens comme « une affaire épisodique et ironiquement amusante, manifestant un intérêt considérable et une sympathie pour les faiblesses humaines ». Fionnuala Halligan, critique principal de cinéma pour Screen Daily, salue également le film et lui prédit de la réussite dans les festivals internationaux de cinéma.

### Récompenses
L'Association ukrainienne des cinéastes (NSU) a décerné aux Shérifs ukrainiens le prix du meilleur film non-fiction ukrainien de 2016 lors de la cérémonie NSU des prix 2017. Il ajoute ensuite les shérifs ukrainiens à la liste restreinte des candidatures pour la catégorie du meilleur film en langue étrangère de la 89e cérémonie des Oscars avec Le nid de la tourterelle et Song of Songs,. Les shérifs ukrainiens sont finalement choisis pour représenter l'Ukraine dans cette catégorie,.
Le film remporte le prix spécial du jury 2015 au Festival international du film documentaire d'Amsterdam. Il remporte également le Grand Prix du festival Docs Against Gravity en Pologne et apparaît dans une douzaine d'autres festivals de films internationaux.